# سيدة ماتو جروسو دو سول الأولى
السيدة الأولى لماتو جروسو دو سول هي زوجة حاكم ماتو جروسو دو سول, حاليًا ، الشخص الذي يشغل هذا المنصب هو فاطمة أزامبوجا ، زوجة رينالدو أزامبوجا , اعتبارًا من 1 يناير 2022 ، التي ستشغل هذا المنصب ستكون مونيكا ريدل ، زوجة إدوارد ريدل.

## قائمة
- 1 - اميليا سانتانا
- ماريا أنتونينا كانسادو سواريس [1][2]
- 2- إيلدا سالغادو [3]
- 3 -ماريا أباريسيدا بيدروسيان [4][5]
- 4 - نيللي مارتينز [6][7]
- 5- فاير تيبيت [8]
- 6- ماريا أنطونينا كانسادو سواريس [2]
- 7- ماريا أباريسيدا بيدروسيان [4]
- 8 - نيللي مارتينز
- 9 - جيلدا جوميز
- 10- إليزابيث ماريا ماتشادو
- 11- فاطمة أزامبوجا
- 12- مونيكا ريدل